# 西枇杷島町小田井
西枇杷島町小田井（にしびわじまちょうおたい）は、愛知県清須市の地名。

## 地理

### 交通
- 国道22号・名古屋高速6号清須線
- 愛知県道162号松河戸西枇杷島線

### 施設
- 西方寺
- 城跡公園（小田井城跡）
- 下小田井神明社
- 前並公園
- 清須市にしび創造センター
- 宝国寺
- 河原神社

## 歴史

### 沿革
- 2005年（平成17年）7月7日 - 西春日井郡西枇杷島町小田井が合併に伴い、清須市西枇杷島町小田井となる[WEB 5]。小田井1丁目が西枇杷島町小田井一丁目、小田井2丁目が西枇杷島町小田井二丁目、小田井3丁目が西枇杷島町小田井三丁目にそれぞれ変更[WEB 6]。

### 人口の変遷
国勢調査による人口および世帯数の推移。
| 1995年（平成7年）  | 465世帯 1423人 |  |
| 2000年（平成12年） | 457世帯 1315人 |  |
| 2005年（平成17年） | 441世帯 1239人 |  |
| 2010年（平成22年） | 477世帯 1269人 |  |
| 2015年（平成27年） | 578世帯 1480人 |  |
| 2020年（令和2年）  | 623世帯 1556人 |  |

### WEB
1. 1 2  総務省統計局 (2022年2月10日). “令和2年国勢調査の調査結果(e-Stat) - 男女別人口，外国人人口及び世帯数－町丁・字等” (CSV). 2023年8月2日閲覧。
2. ↑  “読み仮名データの促音・拗音を小書きで表記するもの(zip形式) 愛知県” (zip).   日本郵便 (2024年2月29日). 2024年3月26日閲覧。
3. ↑  “市外局番の一覧” (PDF).   総務省 (2022年3月1日). 2022年3月22日閲覧。
4. ↑  “ナンバープレートについて”.   一般社団法人愛知県自動車会議所. 2024年1月21日閲覧。
5. ↑  “郵便番号検索 愛知県清須市の郵便番号一覧”.   日本郵便. 2025年8月11日閲覧。
6. ↑  清須市役所市民環境部市民課 (2014年2月1日). “清須市の住所表示 西枇杷島町の場合”.   清須市. 2025年8月11日閲覧。
7. ↑  総務省統計局 (2014年3月28日). “平成7年国勢調査の調査結果(e-Stat) - 男女別人口及び世帯数 －町丁・字等” (CSV). 2021年7月20日閲覧。
8. ↑  総務省統計局 (2014年5月30日). “平成12年国勢調査の調査結果(e-Stat) - 男女別人口及び世帯数 －町丁・字等” (CSV). 2021年7月20日閲覧。
9. ↑  総務省統計局 (2014年6月27日). “平成17年国勢調査の調査結果(e-Stat) - 男女別人口及び世帯数 －町丁・字等” (CSV). 2021年7月21日閲覧。
10. ↑  総務省統計局 (2012年1月20日). “平成22年国勢調査の調査結果(e-Stat) - 男女別人口及び世帯数 －町丁・字等” (CSV). 2021年7月21日閲覧。
11. ↑  総務省統計局 (2017年1月27日). “平成27年国勢調査の調査結果(e-Stat) - 男女別人口及び世帯数 －町丁・字等” (CSV). 2021年7月21日閲覧。